# RT Волка
RT Волка (лат. RT Lupi) — одиночная переменная звезда в созвездии Волка на расстоянии (вычисленном из значения параллакса) приблизительно 5816 световых лет (около 1783 парсеков) от Солнца. Видимая звёздная величина звезды — от +16,5m до +10,5m.

## Характеристики
RT Волка — красная пульсирующая переменная звезда, мирида (M) спектрального класса Me или M8e. Эффективная температура — около 3281 K.